# Stenopogon sciron
Stenopogon sciron là một loài ruồi trong họ Asilidae. Stenopogon sciron được Loew miêu tả năm 1873.